# Histoire philatélique et postale de Macao
Ceci est une introduction à l'histoire postale et philatélique de Macao.

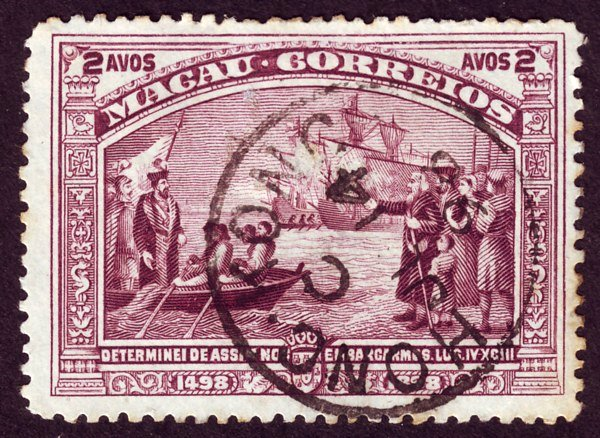
Un timbre de Macao de 1898 utilisé à Hong Kong

## Histoire coloniale
Les premiers timbres de Macao sont émis en mars 1884, utilisant le type « couronne portugaise » et allant de 5 à 300 reis. Plus tard, en 1884, une valeur de 80 reis a été introduite en tant que surcharge sur le timbre de 100 reis; en 1885 un timbre de 80 reis fut mis en vente. Toujours en 1885, cinq valeurs ont été re-publiées dans de nouvelles couleurs. Les pénuries de valeurs ont perduré jusqu'en 1887, résultant en une variété de surcharges à la fois sur les timbres-poste  et les timbres fiscaux.
En 1888, de nouveaux timbres furent émis à l'effigie de Louis Ier de Portugal avec un profil en relief. Louis mourut peu après, et en 1894 une nouvelle série de 12 valeurs fut émise avec le portrait de Charles Ier de Portugal. Toujours en 1894 la monnaie changea pour les avos et la roupie, 78 avos faisant une roupie (cela changera à 100 avos pour une pataca en 1913). En conséquence, les timbres ont été surchargés de différentes valeurs en avos, en alphabet latin et, pour la première fois, en caractères chinois, ainsi que du mot « PROVISORIO ».
En 1898 une série commémorative sur Vasco de Gama, et une nouvelle série de dessins de Charles Ier, étaient toutes libellées en avos. Les pénuries de valeurs particulières étaient fréquentes entre 1900 et 1910, entraînant près de 40 types de surcharges, ainsi que l'utilisation de timbres-taxe en service postal après rature des inscriptions « PORTEADO » et « RECEBER ».

## Histoire post-révolutionnaire

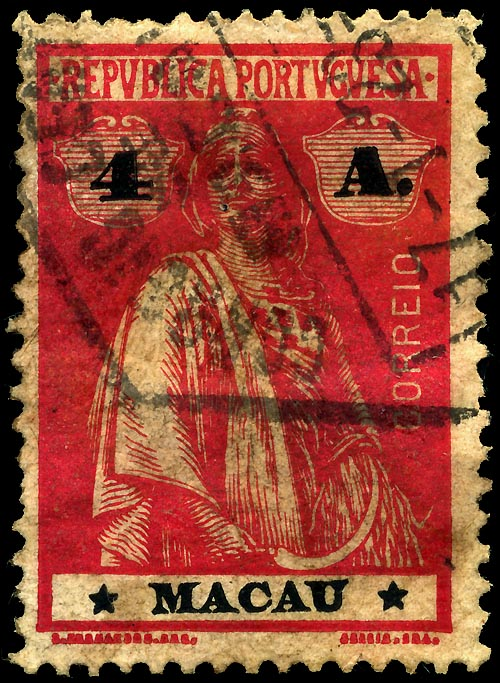
Ceres, 4 avos, 1913

Dans le sillage de la révolution de 1910, le gouvernement surchargea ses stocks de timbres à l'effigie de Charles Ier avec le mot « REPUBLICA ». La situation turbulente nécessitait une certaine créativité de la part des responsables locaux et ils surchargèrent, en 1911, des timbres de 4 avos et de 10 avos avec une large rayure en diagonale couvrant l'effigie du roi et les nouvelles valeurs de 2 avos et de 5 avos en diagonale en haut à gauche et en bas à droite. En 1913, le gouvernement a aussi surimprimé une série de timbres datant de 1898 du mot « REPUBLICA ».
La série Cérès de 1913 a été un nouveau départ pour tous les territoires portugais, totalisant 29 combinaisons de couleurs / valeurs (jusqu'à 5 patacas) jusqu'en 1924. Cependant de nouvelles surimpressions « REPUBLICA » furent nécessaires en 1915 sur la surimpression de 1902 (eux-mêmes en surimpression de 1888 et 1894). Entre 1931 et 1933, neuf des valeurs les moins utilisées des timbres Cérès furent surtaxées.
Le 1er février 1934, une nouvelle série d'usage courant appelée « Lusíadas » utilisa un dessin allégorique. Ils ont été surchargés en 1941, et huit valeurs ont été réimprimées en 1942. Les réimpressions ont été lithographiées (au lieu de typographiés et de même que les impressions de 1934) sur un papier mince, perforé.
En 1938 fut émise la série « empire colonial portugais » comprenant 17 valeurs. En 1948, une nouvelle série d'usage courant comprenait 12 valeurs avec différents paysages et bâtiments locaux. Les émissions ultérieures inclurent beaucoup de thèmes typiquement émis pour tous les territoires portugais, avec des timbres commémoratifs pour les anniversaires à Macao.
En 1976, le statut de Macao fut changé pour Territoire chinois sous administration portugaise, lui donnant plus d'autonomie dans sa gestion de la poste. La taille de la police de « REPÚBLICA PORTUGUESA » diminua considérablement au profit de « MACAU » et à partir de 1981, il a émis une variété de modèles plus attirants relatifs à la géographie et la culture locale, généralement un ensemble de 4 à 6 modèles connexes.

## Après l'intégration à la Chine
Depuis le 20 décembre 1999, Macao conserve son indépendance philatélique et postale au sein de la République populaire. La mention bilingue sur les timbres est « MACAU, CHINA » et « 中國澳門 » .